# Brunellia stenoptera
Brunellia stenoptera är en tvåhjärtbladig växtart som beskrevs av Friedrich Ludwig Diels. Brunellia stenoptera ingår i släktet Brunellia och familjen Brunelliaceae. Inga underarter finns listade i Catalogue of Life.